# Hřbitov Vaugirard
Hřbitov Vaugirard (francouzsky Cimetière de Vaugirard) je hřbitov v Paříži, který se nachází ve na rohu ulic Rue Lecourbe v 15. obvodu. Jeho rozloha činí 1,59 ha, je zde asi 3000 hřbitovních koncesí a roste zde zhruba 100 stromů. Hřbitov byl otevřen v roce 1787 a je nejstarším pařížským hřbitovem, který je doposud v provozu.

## Historie
Hřbitov byl založen v roce 1787 a sloužil obyvatelům obce Vaugirard i sousední obce Grenelle, než získala vlastní hřbitov. V roce 1860 byl spolu s městem Vaugirard připojen k Paříži. Jeho součástí je vojenské oddělení, kde jsou pohřbeni osoby z Invalidovny a množství padlých během první světové války. Byly sem rovněž přesunuty ostatky ze zrušeného hřbitova u kostela Saint-Lambert.
Z významných osobností jsou zde pohřbeni:
- Paul Doumer (1857-1932), francouzský prezident
- Jacques Marette (1922-1984), politik, ministr
- Nicolas Groult d'Arcy (1763-1843), duchovní
- Jean Daniélou (1905-1974), kardinál
- Antoine-Louis Cornette (1860-1936), zakladatel skautingu ve Francii
- Marius Plateau (1886-1923), jeden ze zakladatelů Action française
- Henri-Charles Oulevay (1834-1915), malíř a karikaturista